# Lutherkirche (Bochum-Langendreer)

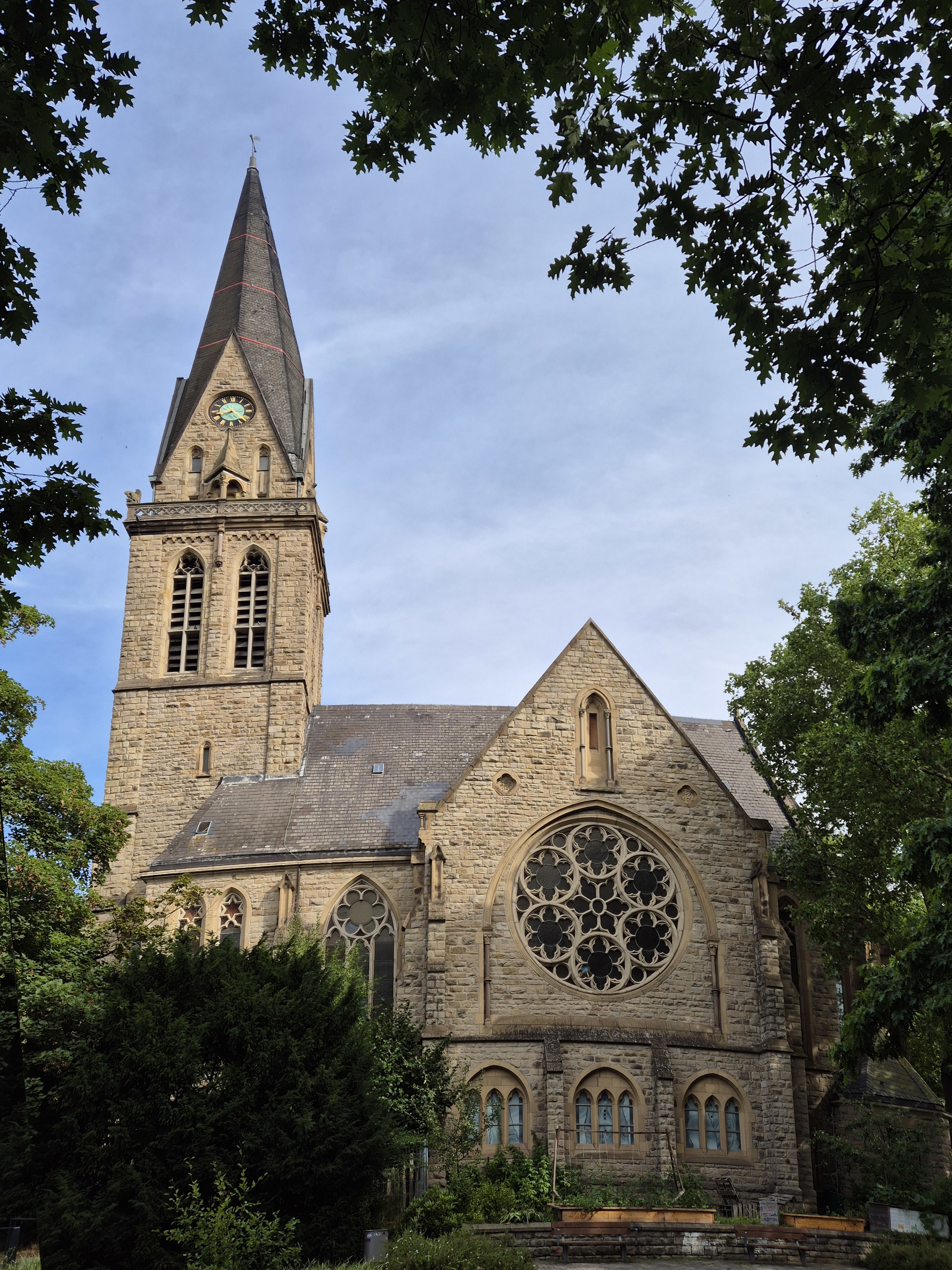
Lutherkirche Bochum-Langendreer / LutherLAB

Die ehemalige evangelische Lutherkirche ist ein denkmalgeschütztes Kirchengebäude in Bochum-Langendreer in Nordrhein-Westfalen. Die Kirche wurde 2012 entwidmet. Sie dient heute als Stadtteilzentrum für Bochum-Langendreer und wird vom Verein LutherLAB betrieben.

## Geschichte und Architektur
Die Lutherkirche wurde im neugotischen Stil in den Jahren 1903 bis 1905 erbaut. Der Architekt war Gerhard August Fischer. Sie erstreckt sich in West-Ost-Richtung mit einem Turm im Westen, der auch als Eingangsbereich dient. Das anschließende zentrale Kirchenschiff ist annähernd quadratisch, wurde aber in der Breite erweitert, um dem Gebäude die Form eines Kreuzes zu geben. Die Außenwände bestehen aus Ruhrsandstein mit großen Rosettenfenstern an den Seiten. Das Dach ist schiefergedeckt. Als Beispiel für eine „kreuzförmige Emporenkirche“ des späten Historismus nach den Vorstellungen des Wiesbadener Programms gilt die Lutherkirche als erhaltenswert und steht unter Denkmalschutz.
Im Zweiten Weltkrieg wurde die Kirche schwer beschädigt. 1950 erfolgte der Wiederaufbau. Hierbei wurde der zuvor zerstörte Innenraum durch den Kirchenmaler Heinrich Rüther neu gestaltet. 2012 folgte die Entwidmung der Kirche. Seit 2018 liegt die Nutzung beim Verein „LutherLAB e. V.“, als Stadtteilzentrum für „Geschichte, Bildung, Begegnung, Innovation und Nachhaltigkeit“.

## Orgel

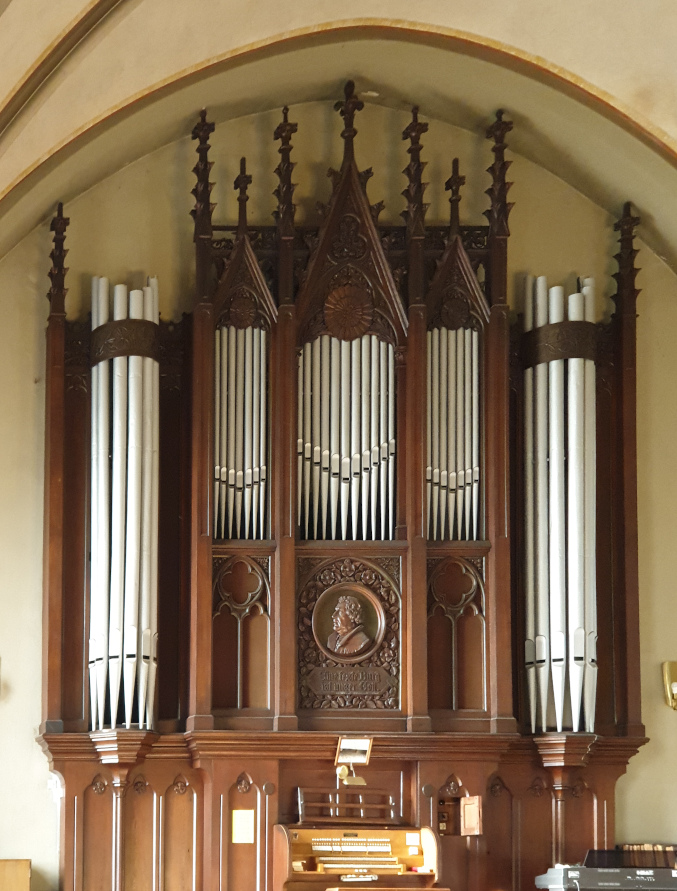
Bochum-Langendreer Lutherkirche Orgel

Die Orgel in der Lutherkirche wurde 1905 von der Firma Furtwängler & Hammer in romantischem Stil gebaut. Ursprünglich besaß sie 34 Register und ca. 2100 Pfeifen auf zwei Manualen und Pedal. 
Die Töne und Register der Orgel werden pneumatisch angesteuert, wie bei Orgeln aus dieser Zeit üblich. 
Im Zweiten Weltkrieg wurde auch die Orgel schwer beschädigt. 1950 wurde sie von der Orgelbaufirma Koch wiederaufgebaut und zu einer Orgel in neobarockem Stil umgebaut. Heute besitzt sie 27 Register und ca. 1500 Pfeifen.
Eine Besonderheit stellt das Bass-Register Fagott 8' dar. Es ist ein durchschlagendes Zungen-Register, das noch aus der Original-Ausstattung von 1905 stammt.
| I. Manual C–g3 |       |
| Quintade       | 16′   |
| Prinzipal      | 8′    |
| Bordun         | 8′    |
| Oktave         | 4′    |
| Zartflöte      | 4′    |
| Quinte         | 2 ⁄3′ |
| Oktave         | 2′    |
| Blockflöte     | 2′    |
| Mixtur         | 1 ⁄3′ |
| Trompete       | 8′    |

| II. Manual C–g3 |        |
| Gedackt         | 8′     |
| Gemshorn        | 8′     |
| Prinzipal       | 4′     |
| Rohrflöte       | 4′     |
| Oktave          | 2′     |
| Terz            | 1 3⁄5′ |
| Quinte          | 1 ⁄3′  |
| Sifflöte        | 1′     |
| Cymbel          | 1⁄4′   |

| Pedal C–f1    |       |
| Prinzipalbass | 16′   |
| Subbass       | 16′   |
| Pommerbass    | 8′    |
| Oktavbass     | 4′    |
| Bauernpfeife  | 2'    |
| Mixtur        | 1 ⁄3′ |
| Posaune       | 16′   |
| Fagott        | 8′    |

## Glocken
Die drei Glocken des Glockenspiel (a0–c1–es1) von 1922 wurden vom Bochumer Verein gegossen.